# Sophie Germain
Marie-Sophie Germain (Parigi, 1º aprile 1776 – Parigi, 27 giugno 1831) è stata una matematica francese, nota per il suo lavoro nei campi della teoria dei numeri e dell'elasticità.
Viene considerata un'icona del femminismo per la battaglia che dovette condurre contro i pregiudizi sociali e culturali compiuti dagli uomini del suo tempo. Per diversi anni fu costretta a utilizzare uno pseudonimo maschile, Antoine-August Le Blanc, in quanto all'epoca le donne erano ancora escluse dagli ambienti accademici. Le occorsero diversi anni di lavoro per essere riconosciuta e apprezzata per i suoi contributi nel campo della matematica.

## Biografia

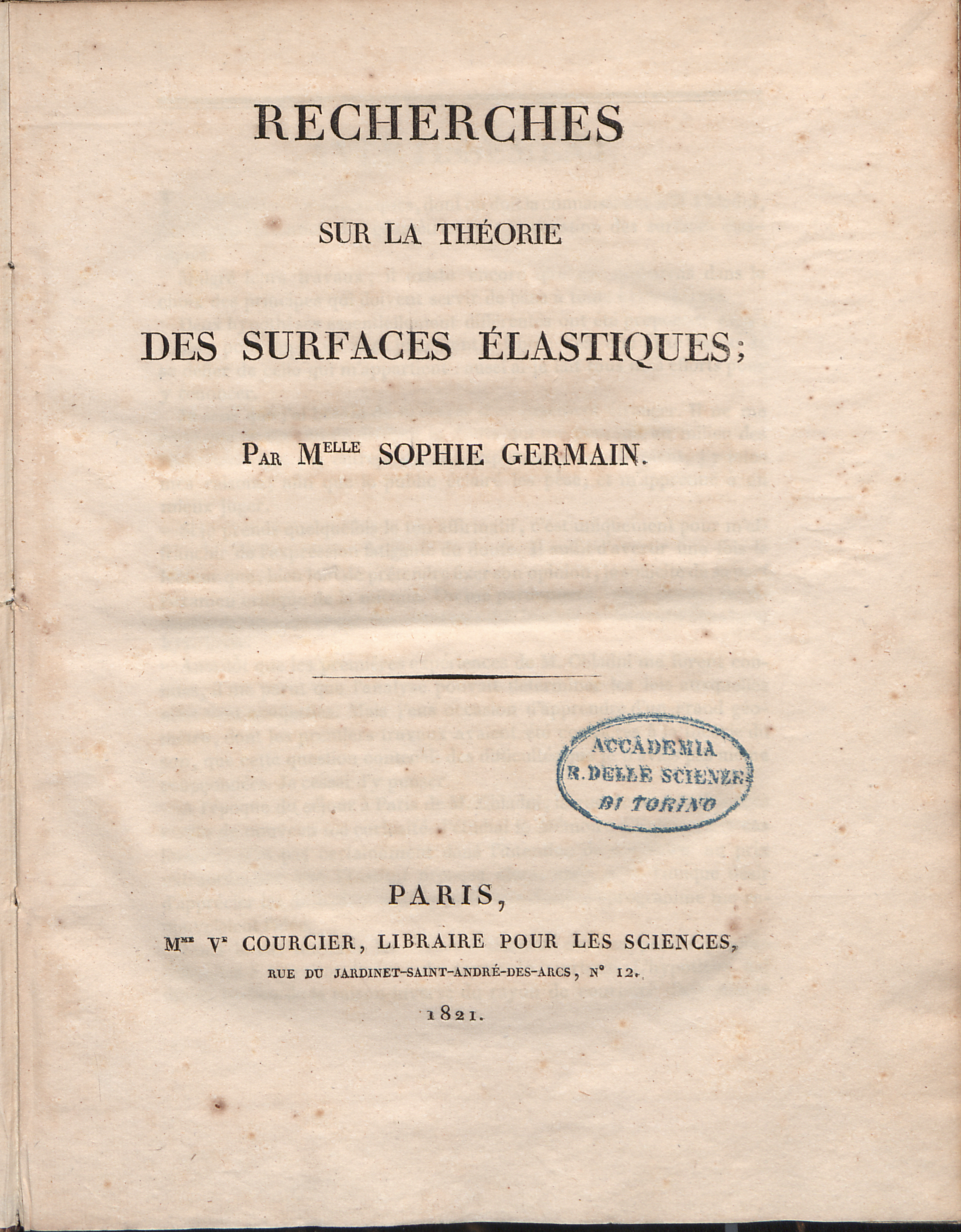
Récherches sur la théorie des surfaces élastiques, 1821

Marie-Sophie Germain nacque da una ricca famiglia parigina impregnata di ideali liberali.
Suo padre, Ambroise-François, fu un mercante di seta che divenne successivamente direttore della Banca di Francia e riuscì a farsi nominare rappresentante del Terzo Stato nell'Assemblea Costituente nel 1789. 
Sophie nacque nell'era della rivoluzione francese e lo spirito rivoluzionario e innovatore ne permeò le scelte di vita.

### La scoperta della matematica
Il suo amore per la matematica nacque nel 1789, lo stesso anno in cui scoppiò la rivoluzione francese. Sophie Germain aveva allora 13 anni. Nella biblioteca del padre, un ricco mercante parigino, aveva trovato un libro sulla storia della matematica. Rimase colpita dal racconto della morte di Archimede: il matematico di Siracusa era così concentrato su un problema geometrico da non prestare attenzione ad un soldato dell'esercito romano che aveva invaso la città. Il soldato, irritato dalla mancata risposta alla sua domanda, lo uccise sul posto con la sua spada. 
Germain pensò che la matematica doveva essere un argomento affascinante, se qualcuno ne era attirato al punto da perdere la vita.
Da quel momento Germain divorò qualsiasi testo di matematica riuscisse a trovare nella biblioteca paterna, tra i quali le opere di Newton e di Eulero. I genitori inizialmente osteggiarono questo suo interesse, perché non lo ritenevano consono a una giovane donna: Germain doveva studiare di notte, portando di nascosto libri e candele nella sua camera. Alla fine i genitori furono convinti dalla sua tenacia, e acconsentirono a lasciarla studiare. Il padre avrebbe poi finanziato gli studi di lei per tutta la vita.
Per diversi anni Germain studiò da sola: gli insegnanti privati, con i loro programmi di "matematica per signorine", non erano in grado di soddisfare il suo appetito culturale; non c'erano, nemmeno tra gli amici di famiglia, esperti di matematica che potessero farle conoscere gli sviluppi più recenti in quel campo.

### L'incontro con Lagrange
Nel 1794 fu aperta a Parigi l'École polytechnique, istituzione destinata alla formazione superiore di scienziati e matematici. Sarebbe stata la scuola ideale per Sophie Germain, allora diciottenne, ma per legge le donne erano escluse dai corsi. La ragazza ricorse allora a uno stratagemma: assunse un'identità maschile facendosi passare per Antoine-August Le Blanc, uno studente che risultava iscritto all'École, ma che aveva in realtà abbandonato gli studi. Per non farsi scoprire, si astenne dal frequentare i corsi, ma riuscì ad ottenere le dispense su cui studiare ed a presentare le sue elaborazioni scritte ai docenti.
Il professor Lagrange, uno dei matematici più importanti dell'epoca, fu molto colpito dall'improvviso e notevole salto di qualità dei lavori di Antoine-August Le Blanc, uno studente che non aveva mai mostrato brillanti doti matematiche. Chiese con insistenza un incontro con lui, e Sophie Germain, a malincuore, fu costretta a svelare la sua vera identità. Contrariamente a quanto temeva la giovane, Lagrange, pur stupito nell'incontrare una ragazza, si complimentò con lei per il suo talento, e la invitò a proseguire gli studi.
Con il sostegno di un mentore come Lagrange, Germain si dedicò alla ricerca matematica più avanzata: si interessò di teoria dei numeri e lavorò a lungo sull'ultimo teorema di Fermat. Nel corso di queste ricerche arrivò a individuare un particolare tipo di numero primo (che da lei prese il nome di numero primo di Sophie Germain). Sentiva però il bisogno di confrontarsi con un esperto, e scrisse direttamente alla massima autorità in materia, Carl Friedrich Gauss.

### La corrispondenza con Gauss
La corrispondenza tra Sophie Germain e Carl Gauss iniziò nel 1804. Temendo di non essere presa sul serio in quanto donna, la studiosa utilizzò di nuovo lo pseudonimo di Antoine-August Le Blanc in tutte le lettere.
Nel 1806 le armate di Napoleone invasero la Prussia, dove Gauss viveva nella città di Braunschweig. Germain temeva che a Gauss potesse toccare la stessa sorte di Archimede, ucciso da un soldato mentre era assorto in un ragionamento matematico. Raccomandò a un generale amico di famiglia di riservargli un trattamento di riguardo; il generale mantenne la promessa, e rivelò poi a Gauss che doveva ringraziare Germain per la sua incolumità. Gauss si meravigliò, perché quel nome non gli diceva nulla.
Nella lettera successiva la donna fu allora costretta a svelare la vera identità dissimulata dietro al nome di Antoine-August Le Blanc. Si aspettava l'ira di Gauss per l'inganno, ma invece ricevette anche da lui elogi per il suo talento e per il suo coraggio, scrivendole: Il gusto per la scienza astratta in generale, e soprattutto per i misteri dei numeri, è molto raro: ciò non è strano, perché il fascino di questa sublime scienza si rivela in tutta la sua bellezza solo a coloro che hanno l’ardire di affrontarla. Ma quando una donna, che, per i nostri costumi e pregiudizi, deve incontrare difficoltà infinitamente superiori a quelle degli uomini per giungere a familiarizzarsi con questi spinosi problemi, riesce nondimeno a sormontare tali ostacoli e a penetrare fino alle regioni più nascoste della scienza, allora senza dubbio ella ha il più nobile ingegno, un talento straordinario e un genio superiore.
Il loro scambio epistolare si interruppe nel 1808. Gauss era stato nominato professore di astronomia all'università Georg-August di Gottinga e aveva abbandonato la teoria dei numeri per gli studi di matematica applicata. Le lettere di Sophie Germain rimasero senza risposta.
Senza l'appoggio di Gauss, Sophie Germain non se la sentì più di continuare il lavoro sulla teoria dei numeri e si dedicò ad altre linee di ricerca, che raggiunsero comunque eccellenti livelli di applicazione matematica in fisica teorica.

### Le vibrazioni delle superfici elastiche
Nel 1809 l'Accademia francese delle scienze indisse un concorso per trovare una spiegazione matematica agli esperimenti del fisico Ernst Chladni sulle vibrazioni delle superfici elastiche. Napoleone stesso era molto interessato a questo risultato, al punto da offrire come premio al vincitore una medaglia d'oro da 1 kg.
Germain si dedicò a questa nuova sfida e, alla scadenza dei due anni fissati dall'Accademia delle Scienze, fu la sola a presentare un lavoro. La commissione si rifiutò tuttavia di riconoscerle il premio, per via di alcuni errori che lo stesso Lagrange, membro della commissione giudicatrice, aveva evidenziato. Con l'aiuto dello stesso Lagrange, Sophie Germain ottenne la soluzione corretta del problema della piastra. Tale soluzione, però, per uno spirito maschilista diffuso nella storia della scienza, è comunemente nota come equazione differenziale di Lagrange: solo recentemente la soluzione è più correttamente citata come equazione di Germain-Lagrange. Il concorso fu comunque indetto una seconda volta nel 1813 e neppure allora il lavoro della candidata fu ritenuto soddisfacente, a causa di certe lacune nella dimostrazione. Solo nel 1815, al terzo tentativo, la tenacia di Germain fu premiata, ottenendo finalmente il riconoscimento dovuto. Ella però si rifiutò di partecipare alla cerimonia di premiazione perché pensava che i giudici non avessero apprezzato pienamente il suo lavoro e che la comunità scientifica non le manifestasse il rispetto dovuto. In realtà il fisico Poisson, il suo principale rivale sul soggetto dell'elasticità e anche giudice al concorso, inviò un formale e laconico ringraziamento al suo lavoro, ma evitò ogni seria discussione con la studiosa e continuò ad ignorarla in pubblico.
La Memoria sulle vibrazioni delle piastre elastiche fu il suo contributo più importante alla matematica, un lavoro ricco di brillanti intuizioni che getta le fondamenta della moderna teoria dell'elasticità.
Germain tentò successivamente di estendere la sua ricerca in un articolo sottoposto nel 1825 a una commissione dell'Institut de France, i cui membri includevano Poisson, Gaspard de Prony e Pierre Simon Laplace. Il lavoro soffriva di alcune deficienze, ma la commissione, piuttosto che discuterle con l'autore, preferì semplicemente ignorare il lavoro. Questo fu riscoperto solamente dalle carte di Prony e pubblicato nel 1880.
La vittoria al concorso tuttavia la consacrò definitivamente, a quarant'anni, come uno dei grandi matematici del tempo. In seguito alla ricerca sulle vibrazioni delle superfici elastiche e alla sua opera sull'ultimo teorema di Fermat, fu la prima donna ammessa a frequentare le sessioni dell'Accademia delle Scienze, un privilegio fino ad allora riservato solo alle mogli degli scienziati membri. Germain invece non si sposò mai.

### Gli ultimi anni
Nonostante i suoi grandi meriti scientifici, Germain non era riuscita ad ottenere la laurea, non avendo completato gli studi all'École Polytechnique. Nel 1830 l'università Georg-August di Gottinga, su pressione di Gauss, decise di assegnarle una laurea honoris causa, ma prima che l'Università potesse consegnarle l'onorificenza, Germain morì di tumore al seno dopo due anni di malattia. La sua salma fu tumulata nel Cimitero di Père-Lachaise. La sua qualifica di matematica le fu rifiutata anche sull'atto di morte dove fu definita come rentière.
A parte i suoi contributi di matematica, Sophie Germain ha lasciato anche un certo numero di articoli di notevole valore sulla storia e la filosofia della scienza, che Auguste Comte elogiò nel suo corso sulla filosofia positivista; uscì postumo un saggio filosofico incompiuto intitolato Considérations générales sur les Sciences et les Lettres, nel quale identificava i processi intellettuali che riguardano le attività umane.

## Riconoscimenti
Il suo nome non figura tra i settantadue nomi di illustri scienziati fatti stampare sulla costruzione della Torre Eiffel, pur essendo noti agli ingegneri del tempo i suoi importanti contributi sulla teoria delle piastre.
Un cratere del pianeta Venere è stato nominato in suo onore. Oggi onorano la sua memoria a Parigi una scuola, Le lycée Sophie Germain, ed una strada, la rue Germain.
Alcuni particolari numeri primi, che rispondono a precisi criteri matematici, sono detti numeri primi di Sophie Germain.

## Opere
- (FR) Sophie Germain, Récherches sur la théorie des surfaces élastiques, Paris, Louis Courcier, 1821. URL consultato il 25 giugno 2015.